# Trikalsilite
La trikalsilite è un minerale e, in particolare, un feldspatoide in attesa di assegnazione definitiva al gruppo della sodalite.